# Сара Маклауд
Сара Ивет Маклауд (Аделејд, 1. фебруар 1973) аустралијска је певачица, текстописац и фронтменка рок бенда The Superjesus, који је за свој рад освојио две АРИА музичке награде. Први соло албум под називом Beauty Was a Tiger објавила је 2005. године и за њега добила музичке награде, а албум се нашао на музичким листама у Аустралији. Током каријере објавила је четири студијска албума и три ЕП-а.

## Биографија
Рођена је 1. фебруара 1973. године, од оца Дона и мајке Розмери. Одрасла је у Аделејду у Јужној Аустралији заједно са старијом сестром Лијом Маклауд, бившом телевизијском водитељком. Почела је да пева када је била у средњој школи, а 1990. године завршила је универзитетски курс а Универитету Флидерс у Аделејду. Три месеца након завршетка курса, са пријатељима је отпутовала на Бали, где се придружила музичком бенду, са којим је наступала током сваке вечери њеног одмора. Након повратка у Аустралију формирала је музичку групу под називом .

## Каријера
Крајем 1994. године заједно са Крисом Тенентом основала је инди рок бенд Hell's Kitchen, који је касније променио име у The Superjesus. У мају 1996. године група је објавила ЕП са четири песме под називом Eight Step Rail. ЕП се нашао на четрдесет и седмој позицији аустралијске музичке листе. На АРИА додели награда за 1997. годину, бенд Superjesus освојио не је награду у категорији за нови најталентованији бенд и награду за најбољи сингл бенда, за песму Eight Step Rail. Група је након тога у фебруару 1998. године објавила албум Sumo, који је поново објављен у августу 2018. године, како би бенд прославио 20 година од оснивања. Албум је 1998. године био на другом месту аустралијске музичке листе Australian Albums, а додељен му је платинасти сертификат. Бенд је након тога објавио албуме Jet Age, 20. октобра 2008. године и Rock Music у мају 2003. године. Бенд је престао са радом 2004. године.
Године 2005. Сара је започела соло каријеру, потписала уговор са издавачком кућом Фестивал рекордс и објавила први сингл под називом "Let's Get Together", у мају 1995. године. Сарин први соло албум под називом Beauty Was a Tiger објављен је у септембру 2005. године, а на њему се налази тринаест песама. Маклаудова је била продуценткиња албума заједно са музичаром Метом Ловелом. Све песме на албуму писала је Сара, заједно са Крис Петерс, басистом из групе Electric Six. Албум се нашао на тридесет и првом месту музичке листе . Након објављивања албума имала је турнеју по Аустралији, за време које је промовисала нове песме.
У јулу 2005. године Сара је објавила сингл Private School Kid заједно са Кирсом Чејнијем из бенда The Living End, а након тога раскинула уговор са издавачком кућом Фестивал рекордс. Песма се нашла на тридесет и трећем месту музичке листе . Током 2006. године објавила је још два сингла, All But Gone, као независни ЕП и сингл He Doesn't Love You, а за оба су направљени ремикси. У октобру 2007. године Сара је описана као „икона рока” од стране Алисона Стивена.
Током 2006. године Сара је учествовала на акустичним свиркама са бубњаром Миком Скелтоном, што је довело до туренеје по Аустралији, на којима је Сара свирала нумере са њеног албума Beauty Was a Tiger, као и песме које је снимила са бендом Superjesus. Након турнеје објавила је албум уживо под називом . У октобру 2006. године, музичар Hook n Sling направио је ремикс Сарине песме He Doesn't Love You и он се нашао на првом месту музичке листе . Поред Аустралије, издање је објављено и у Уједињеном Краљевству и Сједињеним Америчким Државама. Током 2009. године певачица је објавила нови музички материјал, укључујући песму Love to Last. У августу 2010. године објавила је песму Double R, а након тога и обраду песме Dancing in the Dark. Њен трећи студијски албум под називом Madness објављен је 22. новембра 2010. године ка компакт диск издању. На албуму су се нашли синглови Double R и Dancing in the Dark.
Сара је под псеудонимом Sammie Scream основала групу Screaming Bikin заједно са музичаром KJ from The Art, а објавили су сингл Easy, као и истоимени албум у мају 2011. године. Песме Dirty Beats/ Disco Bass и Dancing Alone објављене су као синглови.
У новембру 2012. године група Superjesus је поново оснивана, како би одржали концерт у Аделејду, у фебруару 2013. године, као и турнеју по Аустралији у мају и јуну исте године. Године 2013. Сара је објавила ЕП 96% Love Song Book, под утицајем музике из педесетих и шездесетих година 20. века. Током 2015. године бенд The Superjesus удружио се са бендом Baby Animals како би одржали заједничку турнеју која је трајала од маја до јуна 2015. године. Након 12 година паузе, бенд The Superjesus објавио је први сингл под називом The Setting Sun у јуну 2015. године. Након тога бенд је 2016. године објавио ЕП под називом .

## Дискографија

### Албуми
| Назив | Детаљи                                                                                                  | Позиција |
| Назив | Детаљи                                                                                                  | АУС      |
| ----- | --- | -------- |
|       | - Датум објављивања: 19. септембар 2005. - Издавачка кућа: - Формат: компакт диск, дигитално преузимање | 31       |
|       | - Датум објављивања: децембар 2006. - Издавачка кућа: - Формат: компакт диск                            | —        |
|       | - Датум објављивања: 22. новембар 2010. - Издавачка кућа: - Формат: компакт диск                        | —        |
|       | - Датум објављивања: 18. август 2017. - Издавачка кућа: - Формат: компакт диск, дигитално преузимање    | 20       |

### ЕП-ови
| Назив | Детаљи                                                                                 |
| ----- | -------------------------------------------------------------------------------------- |
|       | - Датум објављивањ: 3. децембар 2010. - Издавачка кућа: - Формат: дигитално преузимање |
|       | - Датум објављивања: 24. фебруар 2013.                                                 |